# Hideo Shigehara
Hideo Shigehara  (茂原英朗?, Shigehara Hideo), noto anche con il nome di Hideo Mohara (モハラヒデオ?, Mohara Hideo) (fl. XX secolo) è stato un fotografo e montatore giapponese.
Sposato con l'attrice Choko Iida, collaborò negli anni trenta con Yasujirō Ozu curando la fotografia (e talvolta il montaggio) di trenta film tra il 1929 e il 1937. Si occupò inoltre dell'audio di Figlio unico, primo film sonoro di Ozu.